# Sebastian Schönberger
Sebastian Schönberger (Schalchen, 14 maggio 1994) è un ex ciclista su strada austriaco, professionista dal 2013 al 2024.

## Palmarès

### Altri successi
- 2016 (Tirol Cycling Team)

Classifica scalatori Oberösterreich Rundfahrt
- 2019 (Neri Sottoli-Selle Italia-KTM)

Classifica scalatori Giro d'Albania
- 2023 (Human Powered Health)

Classifica a punti Gran Camiño
Classifica scalatori Tour de Hongrie
- 2024 (Team Felt Felbermayr)

Hungerburg Classic 24
Int. Braunauer Radsporttage

### Gravel
- 2024

Wörthersee Gravel Race
Campionati austriaci
UCI Gravel World Series ME - Houffa Gravel

## Piazzamenti

### Grandi Giri
- Tour de France

2022: 33º

### Classiche monumento
- Milano-Sanremo

2019: 137º
- Giro di Lombardia

2018: 58º
2019: 66º

### Competizioni mondiali
- Campionati del mondo su strada

Toscana 2013 - Cronosquadre: 32º
Ponferrada 2014 - In linea Under-23: 87º
Richmond 2015 - In linea Under-23: 30º
Doha 2016 - In linea Under-23: 46º
Imola 2020 - In linea Elite: 54º
Fiandre 2021 - In linea Elite: 28º
Wollongong 2022 - Staffetta mista: 11º
Wollongong 2022 - In linea Elite: 40º
Glasgow 2023 - Staffetta mista: 9º
Glasgow 2023 - In linea Elite: 38º
Zurigo 2024 - In linea Elite: 76º
- Campionati del mondo gravel

Veneto 2022 - Elite: 11º
Veneto 2023 - Elite: 10º
Brabante 2024 - Elite: 23º

### Competizioni continentali
- Campionati europei su strada

Plumelec 2016 - In linea Under-23: 25º
Plouay 2020 - In linea Elite: 47º
Trento 2021 - In linea Elite: ritirato
Monaco di Baviera 2022 - In linea Elite: 26º
Drenthe 2023 - In linea Elite: 52º
- Campionati europei gravel

Asiago 2024 - Elite: 16º